# Preachers of the Night
Preachers of the Night – piąty album studyjny niemieckiej grupy power metalowej Powerwolf. Wydany 19 lipca 2013 roku przez wytwórnię Napalm Records.

## Lista utworów
1. „Amen & Attack” – 3:54
2. „Secrets of the Sacristy” – 4:07
3. „Coleus Sanctus” – 3:45
4. „Sacred & Wild” – 3:40
5. „Kreuzfeuer” – 3:47
6. „Cardinal Sin” – 3:47
7. „In the Name of God (Deus Vult)” – 3:15
8. „Nochnoi Dozor” – 3:45
9. „Lust for Blood” – 3:54
10. „Extatum Et Oratum” – 3:56
11. „Last of the Living Dead” – 7:42

## Wykonawcy
- Charles Greywolf – gitara basowa
- Roel van Helden – perkusja
- Attila Dorn – wokal
- Falk Maria Schlegel – keyboard
- Matthew Greywolf – gitara